# 披薩餃
，源於18世紀的拿坡里，是義大利的一種食品，呈類似餃子的外形，但尺寸較大，份量為一人一隻，可作正餐上的主菜。披薩餃的材料和披薩相同，配料一般是番茄和莫札瑞拉起司。披薩餃是義大利街頭常見快餐之一，也普及至眾多國家。美國的披薩餃的內餡使用的材料比義大利更多。

## 參看
- 德國餛飩
- 意大利云吞
- 玉棋